# Alosexualidad
El término alosexualidad fue creado dentro de la comunidad asexual para referirse a las personas no asexuales, según su definición, sería la capacidad de experimentar atracción sexual, en oposición a la asexualidad.
Las personas que se autodefinen grisexuales o demisexuales estarían entre la asexualidad y la alosexualidad.